# Aeródromo de Rozhdéstveno
El Aeródromo de Rozhdestveno (ruso: Аэродром Рождествено; código IATA , ICAO: ) es un aeródromo militar situado a unos 6 km al noroeste de Samara, en el óblast de Samara, Rusia. Está junto a la población de Rozhdestveno, de la que toma el nombre.

## Pista
El aeródromo de Rozhdestveno dispone de una pista de tierra en dirección 04/22 de 1.200x70 m. (3.936x229 pies). Alrededor de la pista existen grandes extensiones de terreno plano que facilitan la práctica de la aviación ligera y el paracaidismo.

## Historia
El aeródromo depende del Club Central Deportivo (TsSk Fuerzas Aéreas). Una parte de las aeronaves de Kryazh se encuentra estacionada aquí.
En el aeródromo realiza las prácticas de aviación ligera y paracaidismo el personal de Kryazh, situado unos 15 km al sur.